# 朱美堛
寧河康僖王朱美堛（1428年—1486年），明朝晉藩第一代寧河王，晉定王朱濟熺的庶第八子。

## 生平
正統元年（1436年）四月，獲賜名美堛。正統二年（1437年）八月，封寧河王。
成化二十二年（1486年）二月，朱美堛去世，享年五十九歲，諡號康僖。兩年後，嫡第九子寧河長子朱鍾鏤襲爵。

## 家庭

### 妻
- 劉氏，西城兵馬副指揮劉英女，正統十一年（1446年）五月冊為寧河王妃[5]

### 妾
- 王氏，自縊殉葬，追贈寧河康僖王夫人
- 楊氏，自縊殉葬，追贈寧河康僖王夫人
- 張氏，自縊殉葬，追贈寧河康僖王夫人
- 段氏，自縊殉葬，追贈寧河康僖王夫人[6]

### 子
- 庶長子：鎮國將軍朱鍾鐮
- 第二子：鎮國將軍朱鍾鐙[7]
- 第三子：鎮國將軍朱鍾鏙
- 第四子：鎮國將軍朱鍾鋩[8]
- 第五子：鎮國將軍朱鍾𨧱
- 第六子：鎮國將軍朱鍾𨧦
- 第七子：鎮國將軍朱鍾䥰
- 第八子：鎮國將軍朱鍾鉶
- 嫡第九子：寧河長子→寧河安憲王朱鍾鏤[9]
- 第十子：鎮國將軍朱鍾鏈[10]
- 第十一子：鎮國將軍朱鍾鑫[11]